# Закиров, Марат Сагитович
Мара́т Саги́тович Заки́ров (род. 8 ноября 1973, Нижнекамск, Татарская АССР) — советский и российский ватерполист. Завоевал две олимпийские медали — серебряную на Олимпиаде 2000 в Сиднее и бронзовую на Олимпиаде 2004 в Афинах. Награжден орденом Дружбы (2001).

## Биография
Выступал за команды СКА-«Памир» (Душанбе, 1989−1991), «Москвич» (Москва, 1992−1993), «Динамо» (Москва, 1993−1994), ЦСК ВМФ (Москва, 1994−2000), «Кьявари» (Италия, 2001−2002), «Камогли» (Италия, 2003−2004), «Синтез» (Казань, 2005−2011).
Чемпион России (1994, 2007). Серебряный (1993, 1999, 2006, 2008, 2010) и бронзовый (1995-1998, 2000, 2009, 2011) призер чемпионатов России.
В сборной команде России с 1993 по 2010 год. 
В 2013—2019 годах был главным тренером «Динамо» (Москва). В сезоне-2020/21 был главным тренером ватерпольного клуба «Синтез» (Казань), до этого тренировал команду «Синтез-УОР».
Сын Артём (род. 2002) — футболист.